# Distrito de Leova
El distrito de Leova es uno de los raion en la parte central de Moldavia, en la frontera con Rumanía. Su centro administrativo (Oraş-reşedinţă) es la ciudad de Leova. El 1 de enero de 2005 su población era de 51.100 habitantes.

## Subdivisiones
Comprende las ciudades de Leova (con su pedanía Sărata-Răzeși, Sîrma, Tochile-Răducani) e Iargara (con su pedanía Meșeni) y las siguientes comunas:
- Băiuș
- Beștemac
- Borogani
- Cazangic
- Ceadîr
- Cneazevca
- Colibabovca
- Covurlui
- Cupcui
- Filipeni
- Hănăsenii Noi
- Orac
- Romanovca
- Sărata Nouă
- Sărăteni
- Sărățica Nouă
- Tigheci
- Tomai
- Tomaiul Nou
- Vozneseni

## Turismo
El consejo del distrito rumano de Vaslui, los consejos de los condados moldavos de Leova e Hînceşti, y la Unión Europea (a través del programa Phare), han establecido un programa que busca promover el turismo en estas regiones. Las principales atracciones turísticas del programa Vaslui-Hînceşti-Leova son, entre otros, las iglesias y monasterios medievales y de comienzos de la Edad Moderna, el palacete de caza de Manuc Bei y el palacio mansión Manuc - Mirzaiano (parecido al Manuc's Inn en Bucarest) en Hînceşti, así como las riquezas naturales de la región.